# Drakkar

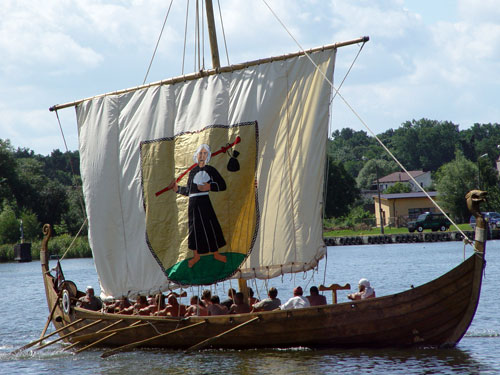
Moderní replika snekkaru, která se od drakkaru téměř neliší

Drakkar byla rychlá vikingská dlouhá námořní a říční loď. V češtině tento termín splývá se správnějším langskip (podle severského langskippet – „dlouhá loď“). Termín drakkar podle námořních historiků přísluší správně pouze největším válečným lodím, kdežto válečné lodě běžné velikosti se nazývají langskip. V následujícím článku je jednotně používáno pojmu drakkar.
Drakkar je jednořadá válečná veslice se sklopným stěžněm a velkou příčnou ráhnovou plachtou, zaoblenou přídí i zádí, ovládaná kormidelním veslem. Nejčastější délka lodě byla 30 až 40 metrů, i když jsou známy menší i ještě delší. Šířka trupu odpovídala zhruba šestině délky.
Drakkar se vyznačoval snadnou ovladatelností, rychlostí a odolností proti nepřízni počasí, díky nízkému ponoru mohl přistávat i na mělčinách či plout řekou; proti proudu Volchova se Varjagové dostávali dál na východ Evropy.
Drakkar znamená dračí loď, pojmenován byl podle dračí hlavy, kterou měl zdobenou příď; loď s hlavou hadí se nazývá snekkar. Podle drakkaru byl pak pojmenován československý časopis Drakkar o hrách na hrdiny a souvisejících tématech.

## Části lodi

### Trup
Trup tvořila konstrukce kýlu, žeber, přední a zadní vaz, okrajové obrubnice a plášť sestavený tzv. klinkerovou obšívkou. Lodě byly otevřené, trup nebyl uzavřený palubou. Vzhledem ke konstrukci a profilu trupu nepřesáhl ponor drakkaru 2 metry.
Každá plaňka obšívky byla zhotovená tak, aby přesně zapadla na své místo. Klinkerová obšívka znamená, že výše položená plaňka překrývala spodní, čímž se dosáhlo mimořádně pevného a zároveň pružného spojení. Jednotlivé plaňky se mezi sebou spojovaly železnými nýty, netěsnosti v obšívce se vyplňovaly vlněnými provazci namočenými v dehtu nebo se vysmolily.
Na obrubnicích lemujících trup drakkaru byly úchyty, na které se věšely štíty. Ty se jednak nepletly v lodi a jednak navyšovaly vlastní boky lodě, čímž chránily veslaře před vysokými vlnami i střelami nepřátel.
Kýl a obě vaznice se zhotovovaly z jednoho kusu dubového dřeva. Na konce vaznic, v oblouku se vypínajících nad boky lodě, se vyřezávaly dračí hlavy.

### Stěžeň a plachta
Stěžeň se upevňoval do mohutného dubového bloku ležícího uprostřed na dně lodi; býval borový, dlouhý polovinu až dvě třetiny délky lodě a v případě potřeby se dal sklopit. Vztyčený stěžeň byl lany upevněn k přednímu i zadnímu vazu a obrubnicím.
Plachta byla používána více než na starověkých středomořských lodích. Byla pouze jedna, obdélníková nebo čtvercová, sešitá z barevných (nejčastěji červených, modrých a zelených) pruhů vlněné látky, připevňovala se na horní ráhno. Díky její vysoké pohyblivosti se loď mohla pohybovat i velmi ostře proti větru. Její šířka bývala rovna polovině délky lodě.
Za příznivého větru drakkary běžně dosahovaly cestovní rychlosti 10–12 uzlů (cca 18,5–22 km/h).

### Vesla
Počet vesel se lišil podle délky lodě, nejčastější byl 30. Dlouhá bývala až 6 metrů, vyráběla se nejčastěji z borového dřeva.
Uchycena byla v obšívce mezi jednotlivými žebry ve vyvrtaném otvoru, rozšířeném tak, aby se jím protáhl i list vesla ukládaného do lodě. Zatékání vody do lodi kolem otvoru bránila kožená manžeta upínaná kolem vesla.
Veslaři neměli řádné pevné lavice, při veslování seděli na truhlách se svými osobními věcmi nebo stáli v předklonu a veslo při záběru tlačili od sebe místo tažení k sobě.
Za bezvětří mohli veslaři dosáhnout až 5 uzlů (cca 9 km/h).

### Kormidlo
Kormidelní veslo bylo jedno, na zádi na pravém boku lodi. Díky upravenému uchycení k trupu a vyvýšenému stanovišti kormidelníka bylo lehce ovladatelné i na rozbouřeném moři a loď na něj výborně reagovala; podle dochovaných zpráv mnohem lépe než starověké veslice.

### Kotva
Zpočátku se používala kotva římského typu s vyvažujícím příčným břevnem na konci, které zajišťovalo zabodnutí jednoho z háků do dna. Pozdější, tzv. normanská kotva, již příčné břevno neměla – čtyři i více háků zajistily, že se kotva vždy alespoň jedním někde zachytila. Kotva tohoto typu se používá dodnes.

## Posádka
Veslaři a další lodníci nebyli otroci, ale normální členové družiny. Další členové posádky se starali o plachtu či stáli na přídi jako hlídka, varující před útesy a mělčinami při proplouvání mělkými vodami. Velitel lodě byl často i kormidelník.

## Orientace a plavba
Při plavbách se Vikingové orientovali zejména podle pobřeží a zdaleka viditelných orientačních bodů, které znali buďto z vlastní zkušenosti, nebo z vyprávění jiných mořeplavců. Oblast, ve které se nacházejí, dokázali určit podle barvy moře a druhu mořských chaluh a řas i na volném moři. Při plavbě přes oceán s sebou brávali mořské ptáky, které vypouštěli a když se pták rozlétl nějakým směrem, následovali ho, protože věděli, že tam leží země. Když se pták vrátil zpět na loď, byla země ještě daleko. O navigačních mapách nebo plavební denících neexistují žádné záznamy.

## Boj
Na rozdíl od starověkých veslic drakkary nikdy neměly beran (též zvaný kloun), nemohly tedy taranovat.